# Toxicologic Pathology
Toxicologic Pathology, abgekürzt Toxicol. Pathol., ist eine wissenschaftliche Fachzeitschrift, die vom SAGE-Verlag veröffentlicht wird. Die Zeitschrift wurde 1972 unter dem Namen Bulletin of the Society of Pharmacological and Environmental Pathologists gegründet und erhielt 1978 den aktuellen Namen. Derzeit erscheint die Zeitschrift mit vier Ausgaben im Jahr. Es werden Arbeiten aus dem Bereich der toxikologischen Pathologie veröffentlicht.
Der Impact Factor lag im Jahr 2014 bei 2,137. Nach der Statistik des ISI Web of Knowledge wird das Journal mit diesem Impact Factor in der Kategorie Pathologie an 32. Stelle von 75 Zeitschriften und in der Kategorie Toxikologie an 51. Stelle von 87 Zeitschriften geführt.